# 北海道道117号恵庭岳公園線
北海道道117号恵庭岳公園線（ほっかいどうどう117ごう えにわだけこうえんせん）は、北海道恵庭市を通る道道（主要地方道）である。

## 概要
起点側はラルマナイ川に、途中から合流した漁川（いざりがわ）に沿って通る。沿線には白扇の滝、ラルマナイの滝、三段の滝などの滝があり、紅葉の名所。

### 路線データ
- 起点：北海道恵庭市盤尻（国道453号交点）
- 終点：北海道恵庭市本町（北海道道46号江別恵庭線交点）
- 総延長：29.3 km[要出典]

## 歴史
- 1982年（昭和57年）9月30日 - 1014号として路線認定[1]。
  - 全線、同日廃止の北海道道339号光竜鉱山恵庭停車場線から変更された。恵庭駅側の残り区間は北海道道1021号恵庭停車場線に認定された[1]。
- 1993年（平成5年）5月11日 - 建設省から、道道恵庭岳公園線が恵庭岳公園線として主要地方道に指定される[2]。
- 1994年（平成6年）10月1日 - 路線番号を117号に変更[3]。

## 橋梁
- 清水橋
- ラルマナイ郷橋
- 三段の滝橋
- 水精橋
- 木精橋
- 土精橋
- 栄橋
- 川端橋
- 盤尻橋

### トンネル
- 恵庭トンネル (145 m)

## 覆道
- えにわ覆道
- ラルマナイ覆道

## 地理

### 通過する自治体
- 石狩振興局
  - 恵庭市

### 交差する道路
恵庭市
- 国道453号 - 盤尻（起点）
- E5 道央自動車道 恵庭IC - 牧場
- 北海道道46号江別恵庭線 - 本町（終点）

### 沿線にある施設など
恵庭市
- 白扇の滝 - 盤尻
- ラルマナイの滝 - 盤尻
- 三段の滝 - 盤尻
- 漁川ダム - 盤尻
- 恵庭市民スキー場 - 盤尻330-2